# 三豊市総合体育館

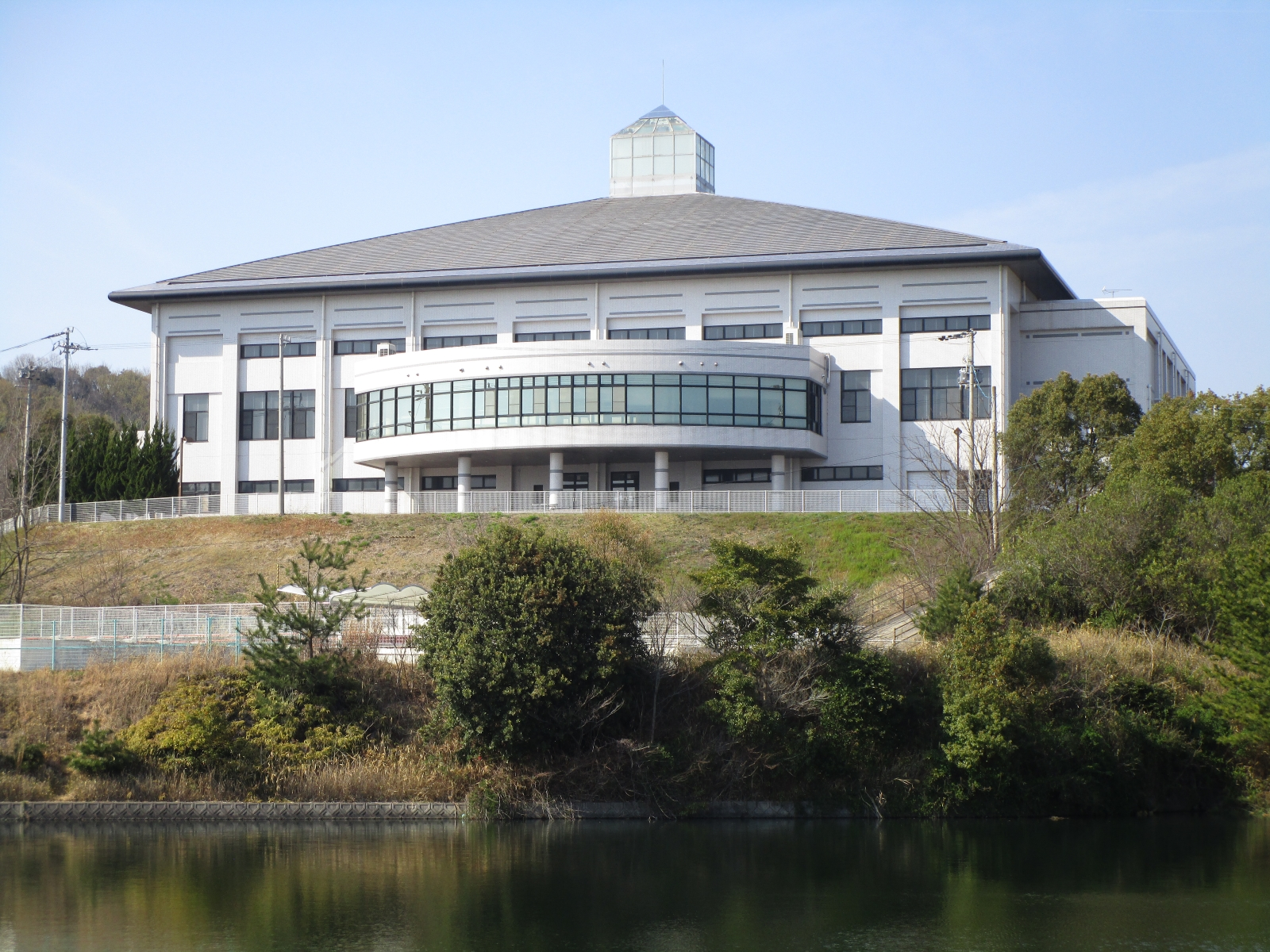
池の向こう側から

三豊市総合体育館（みとよしそうごうたいいくかん）は、香川県三豊市高瀬町にある体育館。1992年にオープン。東四国国体では卓球の会場になった。

## 概要
- バスケットボール
- バレーボール
- バドミントン
- 卓球
- ウエイトトレーニング

## 利用案内
- 月曜日（月曜日が祝日の場合はその翌日）、年末年始は休館となる。